# Plotosus japonicus
 Plotosus japonicus  (лат.) — вид лучепёрых рыб семейства угрехвостых сомов. Встречаются только у берегов Японии. Максимальная длина тела 18,3 см.

## Описание
Тело удлинённое, сплюснутое в передней части и несколько сжатое с боков в задней части, сужается к хвостовой части. Тело без чешуи или костных пластинок. Голова большая, широкая, сжата в дорсо-вентральном направлении; рыло закруглённое. Рот поперечный, губы толстые со складками. Зубы на челюстях конической формы, расположены в 3 ряда у симфиза и в один ряд по бокам челюстей. На нижней челюсти зубы тупые. Тупые конические зубы на сошнике расположены в форме полумесяца. Нет зубов на нёбе и языке. Глаза маленькие. Рот окружают четыре пары усиков. По форме усики расширенные и уплощённые. Одна пара расположена между передними и задними ноздрями, вторая пара — в углах рта и две пары на нижней челюсти. Окончания носовых усиков доходят до заднего края глаза; верхнечелюстных усиков — заходят заметно за задний край глаза, а двух нижнечелюстных усиков — доходят до предкрышки. Передние ноздри трубчатые, расположены на верхней губе, направлены вперёд; задние ноздри в виде щели. В первом спинном плавнике один колючий и 4 мягких лучей. В грудных плавниках 1 колючий и 9—12 мягких лучей. Колючие лучи в плавниках зазубренные с обоих краёв. Второй спинной и анальный плавники соединены с хвостовым плавником в единый длинный плавник с 142—174 мягкими лучами. На середине брюха перед началом анального плавника расположен дендритный орган.
Голова и тело тёмно-коричневого цвета, нижняя часть кремовая или белая. По телу проходят 2—3 узких продольных бледно-жёлтых полос, из которых две заходят на голову. Усики тёмно-коричневые, более бледные в дистальной части. Анальный и хвостовой плавники гиалиновые с тёмно-коричневыми задними краями. Дендритный орган желтовато-коричневого цвета.
Максимальная длина тела 18,3 см.

## Распространение
Распространены в западной части Тихого океана от острова Ириомоте до Хонсю. Обычны у островов Рюкю. Морские прибрежные рыбы.